# Temporada 2024 de Eurofórmula Open
La temporada 2024 de Eurofórmula Open fue la vigesimocuarta edición de dicha competición. Comenzó el 27 de abril en Portimão y finalizó el 20 de octubre en Monza.

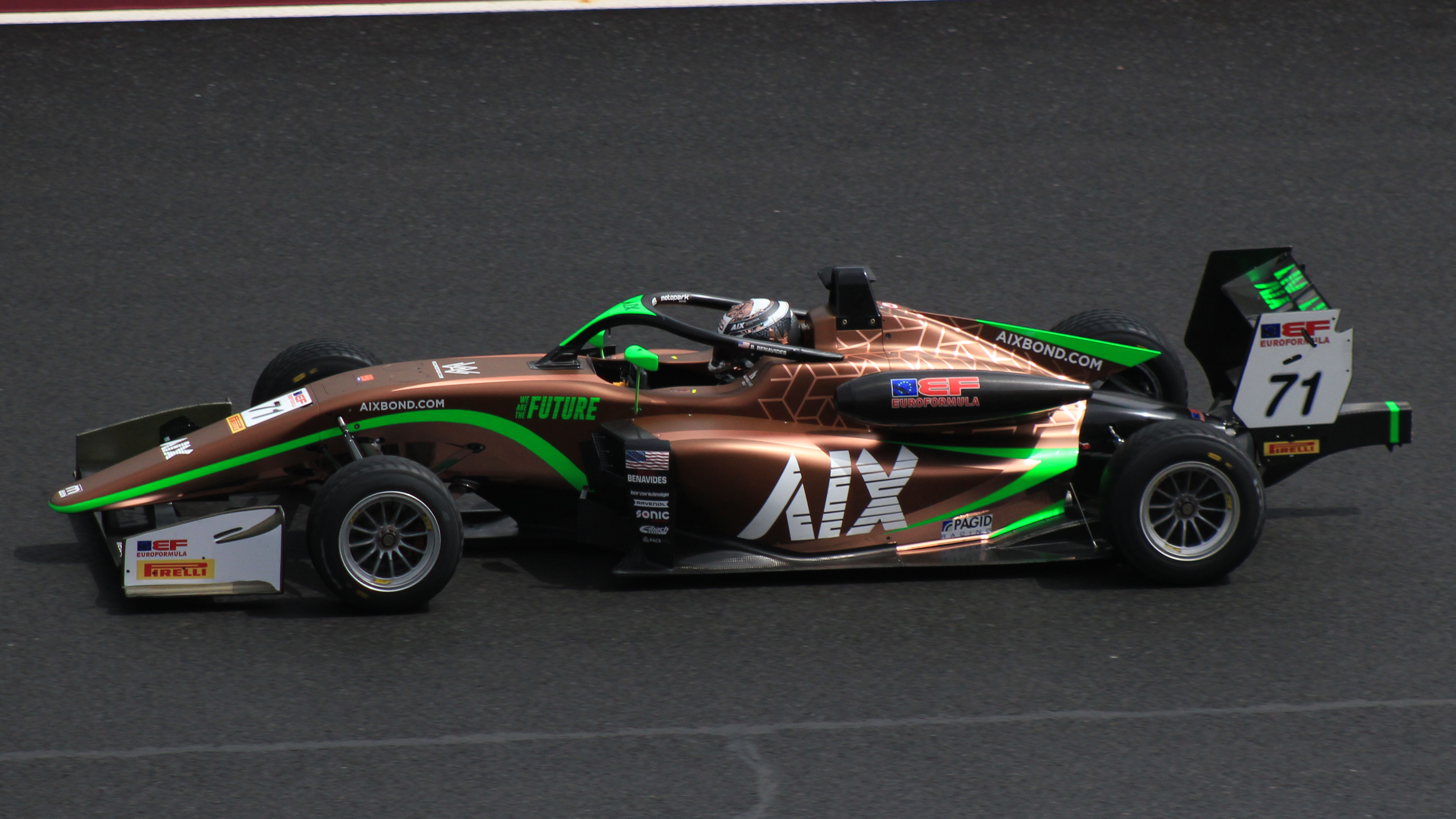
Brad Benavides fue el ganador de la edición 2024 de Eurofórmula Open.

Brad Benavides fue el campeón de esta edición, mientras que su escudería, Team Motopark, fue el ganador.

## Escuderías y pilotos
| Escudería     | Motor         | N.º | Piloto               | Estado | Rondas |
| ------------- | ------------- | --- | -------------------- | ------ | ------ |
| Team Motopark | Volkswagen    | 4   | Cenyu Han            |        | 1      |
| Team Motopark | Volkswagen    | 7   | Lorenzo Fluxá        |        | 1      |
| Team Motopark | Volkswagen    | 11  | Levente Révész       |        | 1-6    |
| Team Motopark | Volkswagen    | 11  | Ricardo Escotto      | N      | 7      |
| Team Motopark | Volkswagen    | 21  | Yevan David          | N I    | 8      |
| Team Motopark | Volkswagen    | 23  | Michael Shin         |        | 2-4, 6 |
| Team Motopark | Volkswagen    | 26  | Jakob Bergmeister    |        | 1-5, 8 |
| Team Motopark | Volkswagen    | 37  | Vladislav Ryabov     | N      | 7-8    |
| Team Motopark | Volkswagen    | 39  | Gerrard Xie          |        | 3      |
| Team Motopark | Volkswagen    | 41  | Fernando Barrichello | N      | Todas  |
| Team Motopark | Volkswagen    | 66  | Enzo Richer          | N      | 5      |
| Team Motopark | Volkswagen    | 71  | Brad Benavides       |        | Todas  |
| Team Motopark | Volkswagen    | 95  | Edward Pearson       |        | 6-7    |
| Team Motopark | Volkswagen    | 99  | José Garfias         |        | 6-8    |
| STKMelnik     | Mercedes-Benz | 65  | Roman Roubíček       | G      | 6      |
| STKMelnik     | Mercedes-Benz | 65  | Roman Roubíček       | G I    | 8      |
| BVM Racing    | Volkswagen    | 84  | Francesco Simonazzi  |        | Todas  |
| NV Racing     | Volkswagen    | 212 | Paolo Brajnik        | G      | Todas  |

| Icono | Leyenda     |
| ----- | ----------- |
| N     | Novato      |
| G     | Copa de Oro |
| I     | Invitado    |

## Calendario
| Ronda   | Ronda | Ronda                                        | Fecha               |
| ------- | ----- | -------------------------------------------- | ------------------- |
| 1       | C1    | Autódromo Internacional do Algarve, Portimão | 27-28 de abril      |
| 1       | C2    | Autódromo Internacional do Algarve, Portimão | 27-28 de abril      |
| 1       | C3    | Autódromo Internacional do Algarve, Portimão | 27-28 de abril      |
| 2       | C1    | Hockenheimring, Hockenheim                   | 11-12 de mayo       |
| 2       | C2    | Hockenheimring, Hockenheim                   | 11-12 de mayo       |
| 2       | C3    | Hockenheimring, Hockenheim                   | 11-12 de mayo       |
| 3       | C1    | Circuito de Spa-Francorchamps, Francorchamps | 25-26 de mayo       |
| 3       | C2    | Circuito de Spa-Francorchamps, Francorchamps | 25-26 de mayo       |
| 3       | C3    | Circuito de Spa-Francorchamps, Francorchamps | 25-26 de mayo       |
| 4       | C1    | Hungaroring, Mogyoród                        | 22-23 de junio      |
| 4       | C2    | Hungaroring, Mogyoród                        | 22-23 de junio      |
| 4       | C3    | Hungaroring, Mogyoród                        | 22-23 de junio      |
| 5       | C1    | Circuito Paul Ricard, Le Castellet           | 20-21 de julio      |
| 5       | C2    | Circuito Paul Ricard, Le Castellet           | 20-21 de julio      |
| 5       | C3    | Circuito Paul Ricard, Le Castellet           | 20-21 de julio      |
| 6       | C1    | Red Bull Ring, Spielberg                     | 13-15 de septiembre |
| 6       | C2    | Red Bull Ring, Spielberg                     | 13-15 de septiembre |
| 6       | C3    | Red Bull Ring, Spielberg                     | 13-15 de septiembre |
| 7       | C1    | Circuito de Barcelona-Cataluña, Montmeló     | 28-29 de septiembre |
| 7       | C2    | Circuito de Barcelona-Cataluña, Montmeló     | 28-29 de septiembre |
| 7       | C3    | Circuito de Barcelona-Cataluña, Montmeló     | 28-29 de septiembre |
| 8       | C1    | Autodromo Nazionale di Monza, Monza          | 19-20 de octubre    |
| 8       | C2    | Autodromo Nazionale di Monza, Monza          | 19-20 de octubre    |
| 8       | C3    | Autodromo Nazionale di Monza, Monza          | 19-20 de octubre    |
| Fuente: |       |                                              |                     |

## Resultados
| Ronda | Ronda | Ronda             | Pole Position        | Vuelta rápida       | Piloto ganador       | Escudería ganadora   | Novato ganador       | Ganador Copa de Oro |
| ----- | ----- | ----------------- | -------------------- | ------------------- | -------------------- | -------------------- | -------------------- | ------------------- |
| 1     | C1    | Portimão          | Francesco Simonazzi  | Lorenzo Fluxá       | Francesco Simonazzi  | BVM Racing           | Fernando Barrichello | Sin participantes   |
| 1     | C2    | Portimão          |                      | Francesco Simonazzi | Brad Benavides       | Team Motopark        | Fernando Barrichello | Sin participantes   |
| 1     | C3    | Portimão          | Brad Benavides       | Lorenzo Fluxá       | Team Motopark        | Fernando Barrichello |                      | Sin participantes   |
| 2     | C1    | Hockenheim        | Brad Benavides       | Brad Benavides      | Brad Benavides       | Team Motopark        | Fernando Barrichello | Sin participantes   |
| 2     | C2    | Hockenheim        |                      | Brad Benavides      | Francesco Simonazzi  | BVM Racing           | Fernando Barrichello | Paolo Brajnik       |
| 2     | C3    | Hockenheim        | Michael Shin         | Michael Shin        | Team Motopark        | Fernando Barrichello | No hubo              |                     |
| 3     | C1    | Spa-Francorchamps | Francesco Simonazzi  | Levente Révész      | Brad Benavides       | Team Motopark        | Fernando Barrichello | Paolo Brajnik       |
| 3     | C2    | Spa-Francorchamps |                      | Francesco Simonazzi | Brad Benavides       | Team Motopark        | Fernando Barrichello | Paolo Brajnik       |
| 3     | C3    | Spa-Francorchamps | Gerrard Xie          | Gerrard Xie         | Team Motopark        | Fernando Barrichello | Sin participantes    |                     |
| 4     | C1    | Budapest          | Michael Shin         | Brad Benavides      | Brad Benavides       | Team Motopark        | Fernando Barrichello | Sin participantes   |
| 4     | C2    | Budapest          |                      | Francesco Simonazzi | Francesco Simonazzi  | BVM Racing           | Fernando Barrichello | Sin participantes   |
| 4     | C3    | Budapest          | Francesco Simonazzi  | Francesco Simonazzi | BVM Racing           | Fernando Barrichello |                      | Sin participantes   |
| 5     | C1    | Le Castellet      | Brad Benavides       | Brad Benavides      | Jakob Bergmeister    | Team Motopark        | Fernando Barrichello | Paolo Brajnik       |
| 5     | C2    | Le Castellet      |                      | Brad Benavides      | Brad Benavides       | Team Motopark        | Fernando Barrichello | No hubo             |
| 5     | C3    | Le Castellet      | Brad Benavides       | Levente Révész      | Team Motopark        | Fernando Barrichello | Sin participantes    |                     |
| 6     | C1    | Spielberg         | José Garfias         | Brad Benavides      | Brad Benavides       | Team Motopark        | Fernando Barrichello | No hubo             |
| 6     | C2    | Spielberg         |                      | José Garfias        | Fernando Barrichello | Team Motopark        | Fernando Barrichello | Sin participantes   |
| 6     | C3    | Spielberg         | Francesco Simonazzi  | Michael Shin        | Team Motopark        | Fernando Barrichello |                      | Sin participantes   |
| 7     | C1    | Barcelona         | Brad Benavides       | Brad Benavides      | Brad Benavides       | Team Motopark        | Fernando Barrichello | Sin participantes   |
| 7     | C2    | Barcelona         |                      | Francesco Simonazzi | Francesco Simonazzi  | BVM Racing           | Fernando Barrichello | Sin participantes   |
| 7     | C3    | Barcelona         | Edward Pearson       | Vladislav Ryabov    | Team Motopark        | Vladislav Ryabov     |                      | Sin participantes   |
| 8     | C1    | Monza             | Brad Benavides       | Francesco Simonazzi | Yevan David          | Team Motopark        | Yevan David          | Roman Roubíček      |
| 8     | C2    | Monza             |                      | Brad Benavides      | Brad Benavides       | Team Motopark        | Yevan David          | Roman Roubíček      |
| 8     | C3    | Monza             | Fernando Barrichello | Yevan David         | Team Motopark        | Yevan David          | Roman Roubíček       |                     |

## Clasificaciones

### Sistema de puntuación
| Posición | 1.º | 2.º | 3.º | 4.º | 5.º | 6.º | 7.º | 8.º | 9.º | 10.º | Pole | VR |
| Puntos   | 25  | 18  | 15  | 12  | 10  | 8   | 6   | 4   | 2   | 1    | 1    | 1  |

### Campeonato de Pilotos
| Pos.                                            | Piloto               | POR | POR | POR | HOC | HOC | HOC | SPA | SPA | SPA   | BUD | BUD | BUD | LEC | LEC | LEC | SPI | SPI | SPI | BAR | BAR | BAR | MNZ | MNZ   | MNZ | Puntos |
| ----------------------------------------------- | -------------------- | --- | --- | --- | --- | --- | --- | --- | --- | ----- | --- | --- | --- | --- | --- | --- | --- | --- | --- | --- | --- | --- | --- | ----- | --- | ------ |
| 1                                               | Brad Benavides       | 2   | 1   | 2   | 1   | 2   | (5) | 1   | 1   | 3     | 1   | 3   | 2   | 3   | 1   | 2   | 1   | (5) | 2   | 1   | 3   | (5) | 6   | 1     | 4   | 431    |
| 2                                               | Francesco Simonazzi  | 1   | 3   | 3   | (6) | 1   | 2   | 4   | 5   | (DNS) | 6   | 1   | 1   | 5   | 3   | 4   | 4   | 3   | 3   | 5   | 1   | 6   | 2   | (Ret) | 5   | 345    |
| 3                                               | Fernando Barrichello | (6) | (6) | 4   | 5   | (6) | 6   | 6   | 6   | 6     | 4   | 5   | 3   | 4   | 4   | 3   | 6   | 1   | 6   | 4   | 2   | 4   | 4   | 6     | 2   | 264    |
| 4                                               | Jakob Bergmeister    | 5   | 5   | 5   | 3   | 3   | 4   | 2   | 2   | 4     | 5   | 2   | 6   | 1   | 5   | 5   |     |     |     |     |     |     | 5   | 5     | 3   | 243    |
| 5                                               | Levente Révész       | 4   | 4   | Ret | 2   | 4   | 3   | 3   | 4   | 5     | 3   | 6   | 5   | 2   | 2   | 1   | 3   | 4   | 7   |     |     |     |     |       |     | 236    |
| 6                                               | Michael Shin         |     |     |     | 4   | 5   | 1   | 5   | 3   | 2     | 2   | 4   | 4   |     |     |     | 5   | 2   | 1   |     |     |     |     |       |     | 187    |
| 7                                               | José Garfias         |     |     |     |     |     |     |     |     |       |     |     |     |     |     |     | Ret | 6   | 4   | 2   | 6   | 3   | 3   | 2     | Ret | 99     |
| 8                                               | Edward Pearson       |     |     |     |     |     |     |     |     |       |     |     |     |     |     |     | 2   | 7   | 5   | 3   | 4   | 2   |     |       |     | 80     |
| 9                                               | Lorenzo Fluxá        | 3   | 2   | 1   |     |     |     |     |     |       |     |     |     |     |     |     |     |     |     |     |     |     |     |       |     | 59     |
| 10                                              | Vladislav Ryabov     |     |     |     |     |     |     |     |     |       |     |     |     |     |     |     |     |     |     | 6   | 5   | 1   | Ret | 4     | Ret | 58     |
| 11                                              | Gerrard Xie          |     |     |     |     |     |     | 7   | 8   | 1     |     |     |     |     |     |     |     |     |     |     |     |     |     |       |     | 36     |
| 12                                              | Paolo Brajnik        | WD  | WD  | WD  | Ret | 7   | DNS | 8   | 7   | DNS   | WD  | WD  | WD  | 6   | Ret | DNS | Ret | DNS | DNS | WD  | WD  | WD  | WD  | WD    | WD  | 24     |
| 13                                              | Ricardo Escotto      |     |     |     |     |     |     |     |     |       |     |     |     |     |     |     |     |     |     | 7   | 7   | 7   |     |       |     | 18     |
| 14                                              | Enzo Richer          |     |     |     |     |     |     |     |     |       |     |     |     | Ret | 6   | 6   |     |     |     |     |     |     |     |       |     | 16     |
| NC                                              | Roman Roubíček       |     |     |     |     |     |     |     |     |       |     |     |     |     |     |     | WD  | WD  | WD  |     |     |     | 7   | 7     | 6   | 0      |
| NC                                              | Cenyu Han            | WD  | WD  | WD  |     |     |     |     |     |       |     |     |     |     |     |     |     |     |     |     |     |     |     |       |     | 0      |
| Pilotos invitados inelegibles para sumar puntos |                      |     |     |     |     |     |     |     |     |       |     |     |     |     |     |     |     |     |     |     |     |     |     |       |     |        |
|                                                 | Yevan David          |     |     |     |     |     |     |     |     |       |     |     |     |     |     |     |     |     |     |     |     |     | 1   | 3     | 1   |        |
| Pos.                                            | Piloto               | POR | POR | POR | HOC | HOC | HOC | SPA | SPA | SPA   | BUD | BUD | BUD | LEC | LEC | LEC | SPI | SPI | SPI | BAR | BAR | BAR | MNZ | MNZ   | MNZ | Puntos |

| Color     | Resultado                                                               |
| --------- | ----------------------------------------------------------------------- |
| Oro       | Ganador                                                                 |
| Plata     | 2.ª plaza                                                               |
| Bronce    | 3.ª plaza                                                               |
| Verde     | Finalizó en los puntos                                                  |
| Azul      | Finalizó sin puntos                                                     |
| Azul      | NC - No clasificado                                                     |
| Violeta   | Ret - No terminó (Carrera)                                              |
| Rojo      | DNQ - No se clasificó                                                   |
| Negro     | DSQ - Descalificado                                                     |
| Blanco    | DNS - No empezó (carrera)                                               |
| Blanco    | WD - Retirado (fin de semana)                                           |
| Blanco    | C - Carrera cancelada                                                   |
| Sin color | DNP - Inscrito pero no participó                                        |
| Sin color | INJ - Lesionado                                                         |
| Sin color | EX - Excluido                                                           |
| Estado    | Resultado                                                               |
| Negrita   | Pole position                                                           |
| Cursiva   | Vuelta rápida                                                           |
| †         | Abandona, pero clasifica al completar el porcentaje requerido para ello |

### Campeonato de Novatos
| Pos.                                            | Piloto               | Puntos |
| ----------------------------------------------- | -------------------- | ------ |
| 1                                               | Fernando Barrichello | 210    |
| 2                                               | Vladislav Ryabov     | 34     |
| 3                                               | Ricardo Escotto      | 18     |
| 4                                               | Enzo Richer          | 16     |
| Pilotos invitados inelegibles para sumar puntos |                      |        |
|                                                 | Yevan David          |        |

### Campeonato de Escuderías
| Pos. | Escudería     | Puntos |
| ---- | ------------- | ------ |
| 1    | Team Motopark | 402    |
| 2    | BVM Racing    | 123    |
| 3    | NV Racing     | 0      |
| 4    | STKMelnik     | 0      |